# Finn Butcher
Finn Butcher, né le 17 mars 1995 à Dunedin, est un kayakiste néo-zélandais de slalom, médaillé d'or aux Jeux olympiques de 2024 à Paris.

## Carrière
Il remporte la médaille d'argent en Kayak cross aux Championnats du monde de slalom 2021 à Bratislava.